# Hewlett-Packard Trophy 1985
Hewlett-Packard Trophy 1985 — жіночий тенісний турнір, що проходив на закритих кортах з килимовим покриттям у Гілверсумі (Нідерланди). Проходив у рамках Світової чемпіонської серії Вірджинії Слімс 1985 і тривав з 4 до 10 листопада 1985 року. Несіяна Катарина Малеєва здобула титул в одиночному розряді.

## Фінальна частина

### Одиночний розряд
Катарина Малеєва —  Каріна Карлссон 6–3, 6–2
- Для Малеєвої це був 2-й титул в одиночному розряді за рік і за кар'єру.

### Парний розряд
Марселла Мескер /  Катрін Танв'є —  Сандра Чеккіні /  Сабрина Голеш 6–2, 6–2